# Studer
Studer es una compañía que diseña y fabrica equipos profesionales de audio para estudios de grabación y de radiodifusión. La empresa fue fundada en Zúrich (Suiza) en 1948 por Willi Studer, y se dio a conocer inicialmente en la década de 1950 por sus magnetófonos profesionales. En la década de 1990, la empresa se dedicó a la fabricación de mesas de mezclas de audio.
La administración, las ventas, la ingeniería, el I+D y el servicio de atención al cliente se ubicaban en Regensdorf, Suiza, hasta que Harman International Industries cerró la entidad suiza en marzo de 2018, transfiriendo las operaciones, descentralizadas por entonces, a China, Hungría y EE. UU. La fabricación, el marketing y la atención al cliente se realizaban en las instalaciones de Soundcraft en Potters Bar, Inglaterra, hasta que Harman cerró las mencionadas instalaciones de Potters Bar en junio de 2016, y trasladó la fabricación y la atención al cliente a Hungría. Studer era una filial de Harman International Industries. El 9 de febrero de 2021, Evertz Microsystems compró a  Harman la marca de audio Studer.

## Historia
Willi Studer comenzó a fabricar osciloscopios de alta tensión en 1948. Estos productos se fabricaron hasta 1968. En marzo de 1951, Studer presentó su empresa filial Revox.
En 1990 se vendió el grupo Studer-Revox a Motor-Columbus AG, incluyendo todas sus filiales. En 1991, Motor-Columbus dividió el Grupo Studer-Revox en divisiones independientes: Studer, Revox y de fabricación. Motor-Columbus vendió varias filiales y plantas.
La extensa reorganización culminó con la venta del grupo Studer a Harman International Industries en marzo de 1994. El grupo Revox quedó fuera de la operación, siendo vendido a inversores privados. Pero el 17 de marzo de 1994, Harman completó su adquisición, y compró a Motor-Columbus AG el 100% de Studer-Revox AG.
Harman pagó 100 francos suizos (aproximadamente 70 dólares estadounidenses) por la totalidad de las acciones emitidas y en circulación de Studer-Revox. El grupo asumió la deuda vinculada a la adquisición de Studer-Revox, que ascendía a aproximadamente 23 millones de francos suizos (aproximadamente 16 millones de dólares estadounidenses). Posteriormente, Harman trasladó algunas de sus operaciones de Studer a Inglaterra y las fusionó con las de su filial Soundcraft.
Willi Studer falleció el 1 de marzo de 1996.
En 2006, Harman cerró todas las sedes originales de las marcas de su división profesional y trasladó el soporte y la fabricación de Studer a Pécs (Hungría) para reducir costes.
Harman vendió la marca Studer y su propiedad intelectual en febrero de 2021. La marca Studer fue adquirida por el fabricante canadiense de equipos de radiodifusión Evertz Microsystems, que continuó fabricando los modelos Studer Vista 1, V y X en sus plantas de Burlington (Ontario).

## Grabadoras de cinta
En 1949, Studer se expandió al sector del audio, modificando grabadoras de cinta Ampex para importarlas a los Estados Unidos. Hacia 1950, ya habían desarrollado su propia línea de grabadoras, denominada Dynavox. En su historia, la compañía ha fabricado diversos modelos de grabadoras de dos pistas para grabación de sonido estereofónico.
Algunas variantes del modelo Studer se vendieron bajo el nombre Revox, con ligeras modificaciones, a un precio más bajo. Las variantes Revox se diseñaron para uso doméstico, con características como control remoto por infrarrojos y la omisión del equilibrado de los conectores de entrada/salida. Por lo demás, el circuito principal de ambas era prácticamente idéntico. Uno de los modelos de la compañía fue la grabadora Revox A77, presentada en 1967.
Studer diseñó y produjo grabadoras multipista. Su primera grabadora multipista, el modelo J37, se lanzó en 1964. Grababa 4 pistas en cinta de una pulgada. The Beatles utilizó un par de magnetófonos J37 para grabar "Sgt. Pepper's Lonely Hearts Club Band" en 1967. Posteriormente, se fabricaron grabadoras analógicas Studer en configuraciones de 8, 16 y 24 pistas, utilizando anchos de cinta de hasta dos pulgadas.
Las ventas de grabadoras analógicas continuaron hasta principios de la década de 1990, cuando comenzaron a ser reemplazadas por las grabadoras digitales. En este período, Studer introdujo los modelos multipista D820 y D827, que empleaban el estándar Digital Audio Stationary Head. Sin embargo, los formatos de cinta digital finalmente cayeron en desuso con la introducción de los sistemas de grabación en disco duro computarizados y productos de software como Pro Tools.
Una Studer A800 MKIII protagoniza la toma inicial del vídeo de la canción de 1988 Patience del grupo Guns N' Roses. Algunos estudios han seguido utilizando grabadoras Studer hasta la actualidad.

## Consolas de mezclas
A mediados de la década de 1990, Studer comenzó a desarrollar consolas de mezclas digitales. Tras la introducción de OnAir 2000 con interfaz de usuario Touch'n Action en 1997, la D950 fue la primera consola digital de gran formato que Studer presentó en 1998. Con la serie Vista (Vista 1, 5, 6, 7, 8, 9, V y X), Studer lanzó en 2003 la interfaz de usuario Vistonics con tecnología de botones sobre cristal. Algunos modelos Vista se han descontinuado, incluido el Vista 5, pero los Vista 1, V y X siguen en producción. Vista 5BE (Black Edition) fue el modelo final de esta serie que continuó el uso de la tecnología de CPU x86 que reemplazó los motores DSP basados en SHARC, pero la producción del 5BE se suspendió como parte de la discontinuación de la familia de productos Vista 5, siendo el Vista 5BE casi idéntico en funciones y características operativas al Vista V que continúa siendo producido por Evertz.
La Studer Vista 9M2 (lanzada en septiembre de 2013) es una consola de transmisión/producción en vivo de TV equipada con la interfaz de usuario patentada de Vistonics con botones sobre cristal. FaderGlow es utilizada por emisoras de televisión como BBC, RAI, France TV, TV Globo, ABC, Norsk Rikskringkasting, DR y muchas otras. Studer también ofrece consolas de transmisión de radio con las superficies de control Glacier (que reemplazan a los controladores On Air 3000 y 2500, ya descontinuados), que se suman a la gama On Air restante, que incluye el OnAir 1500.

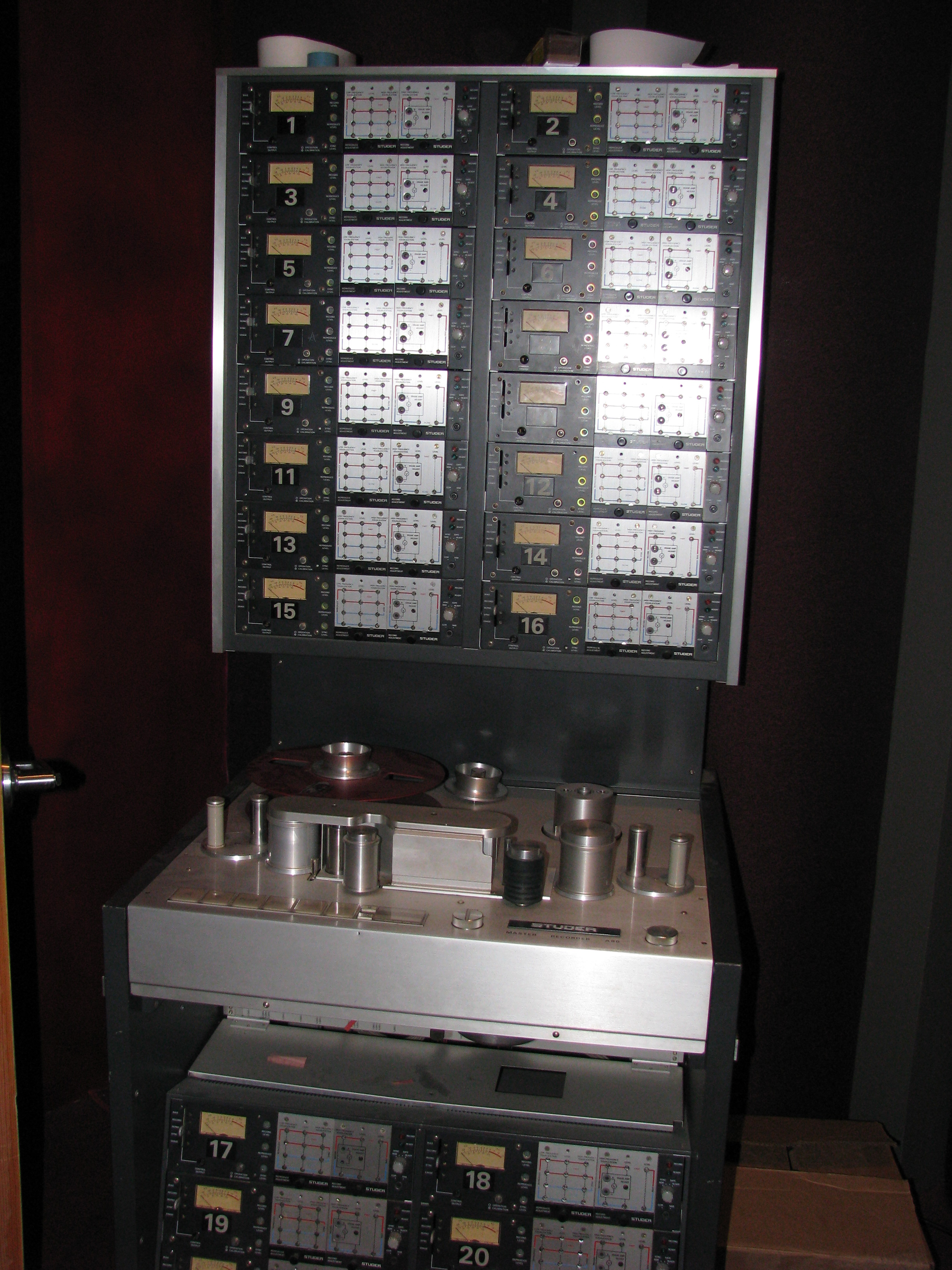
Studer A80, grabador de 24 pistas
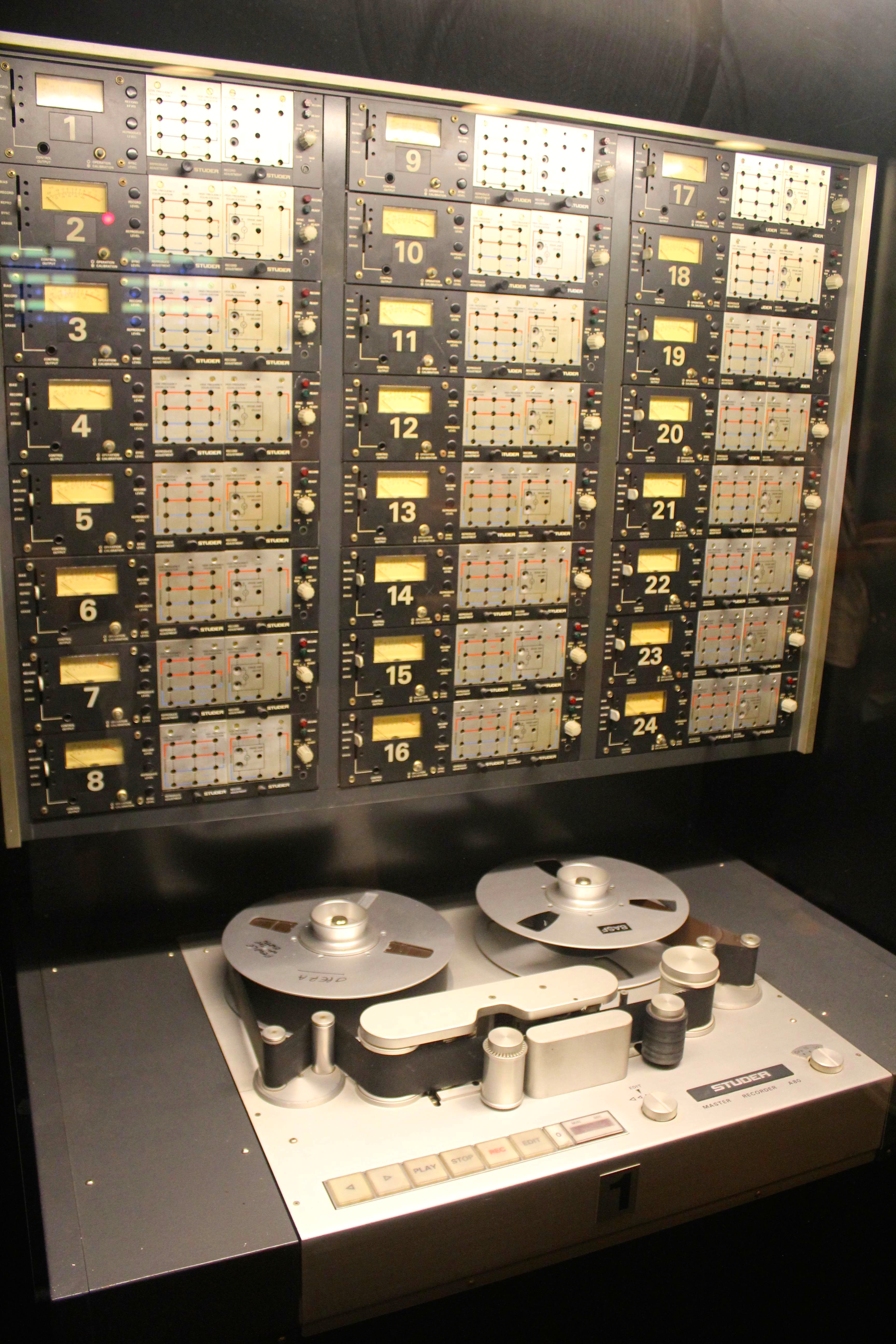
Studer A80 de los Mountain Studios, usado por la banda de rock Queen
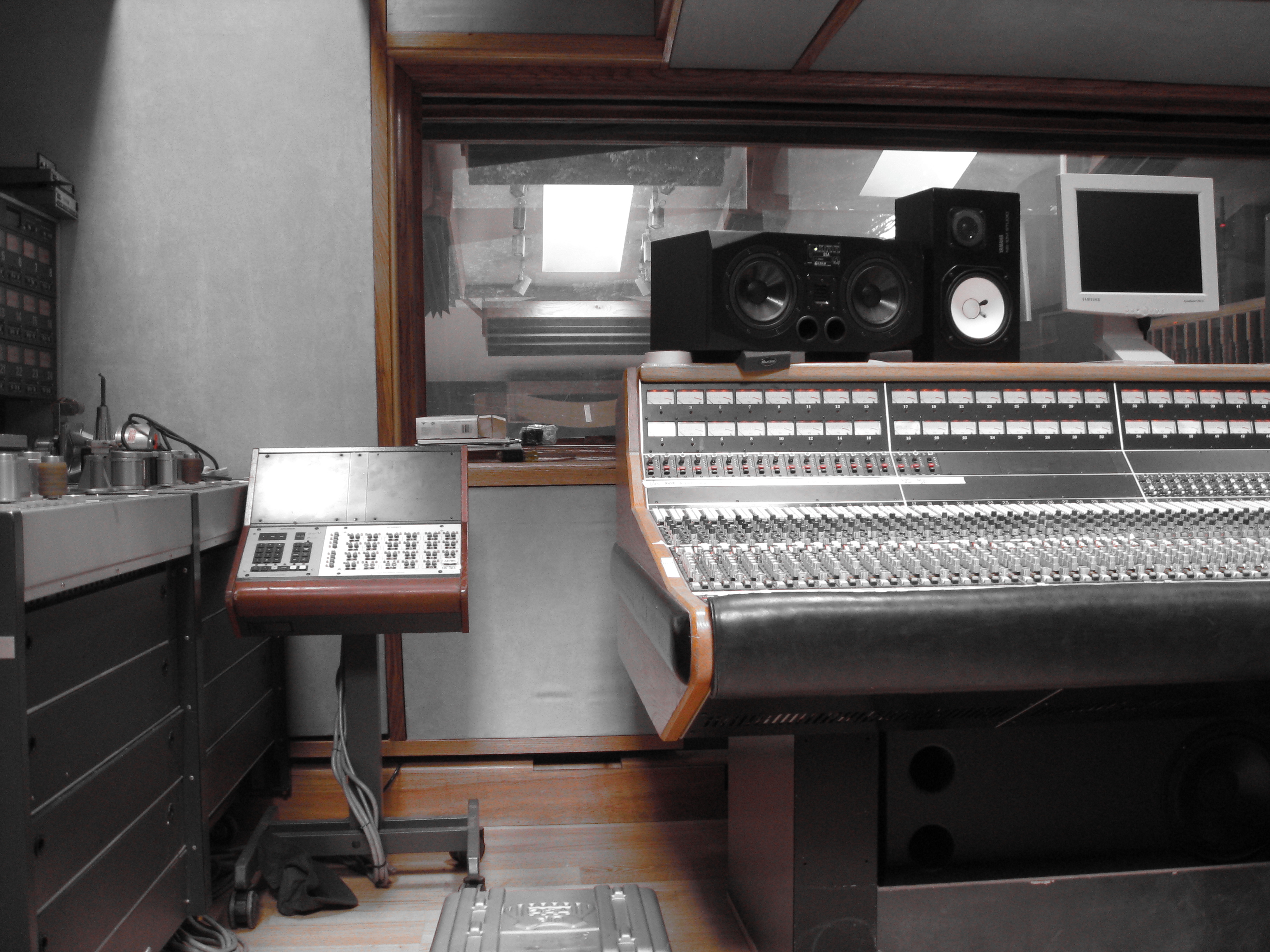
Control remoto del Studer A800 MKIII (centro izquierda)
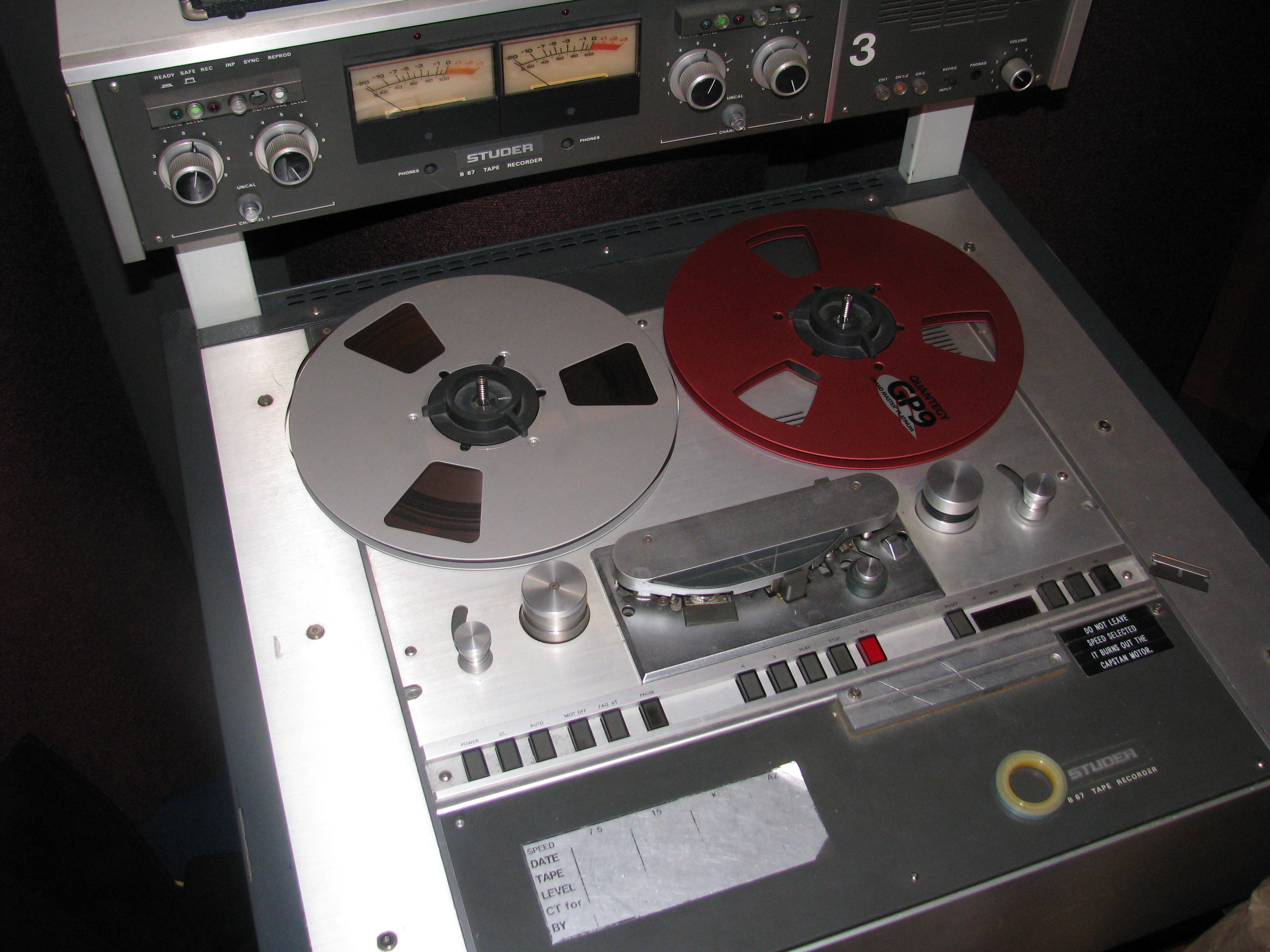
Studer B67, grabador de dos bandas
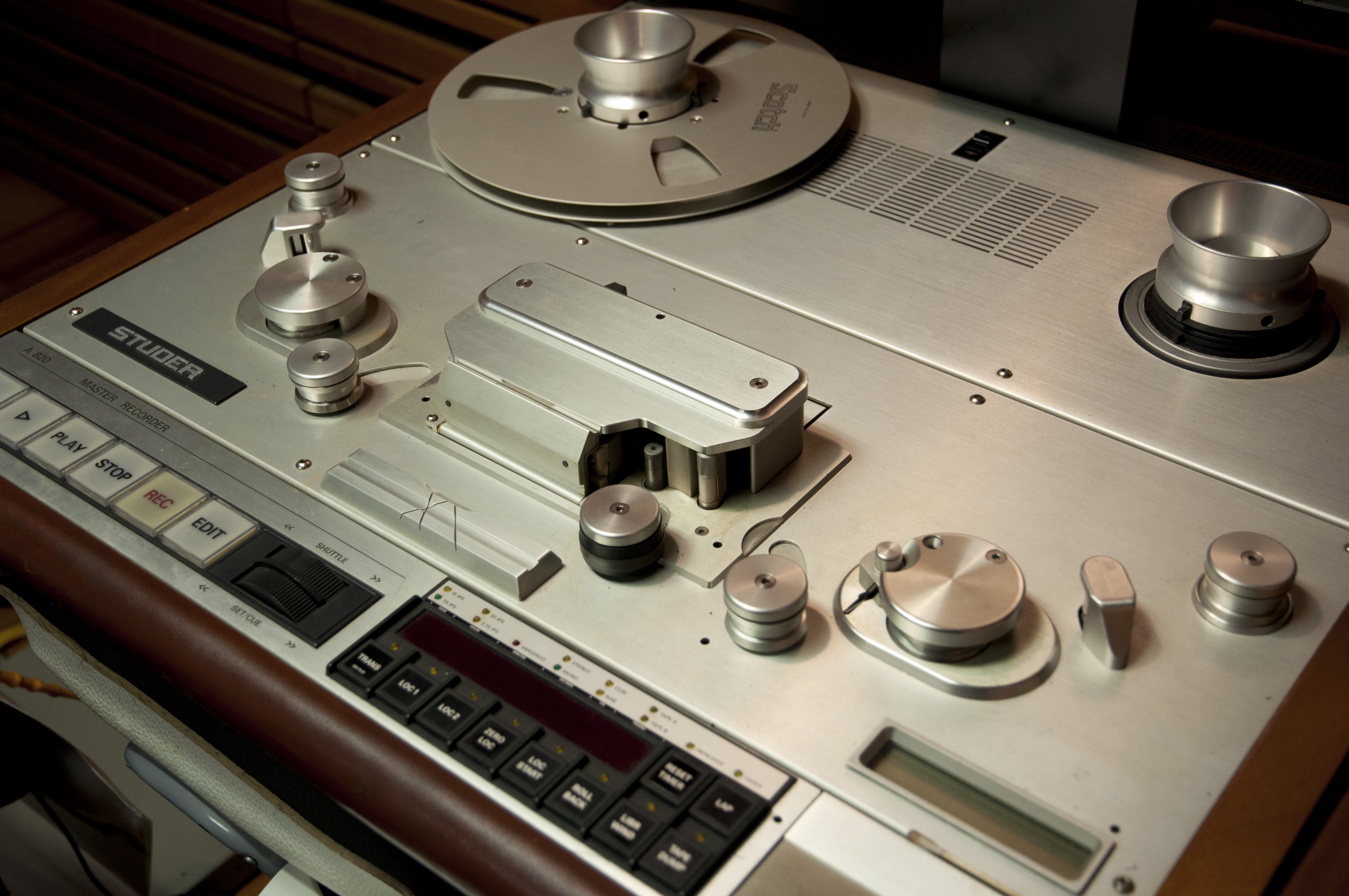
Studer A820, otro grabador de dos bandas
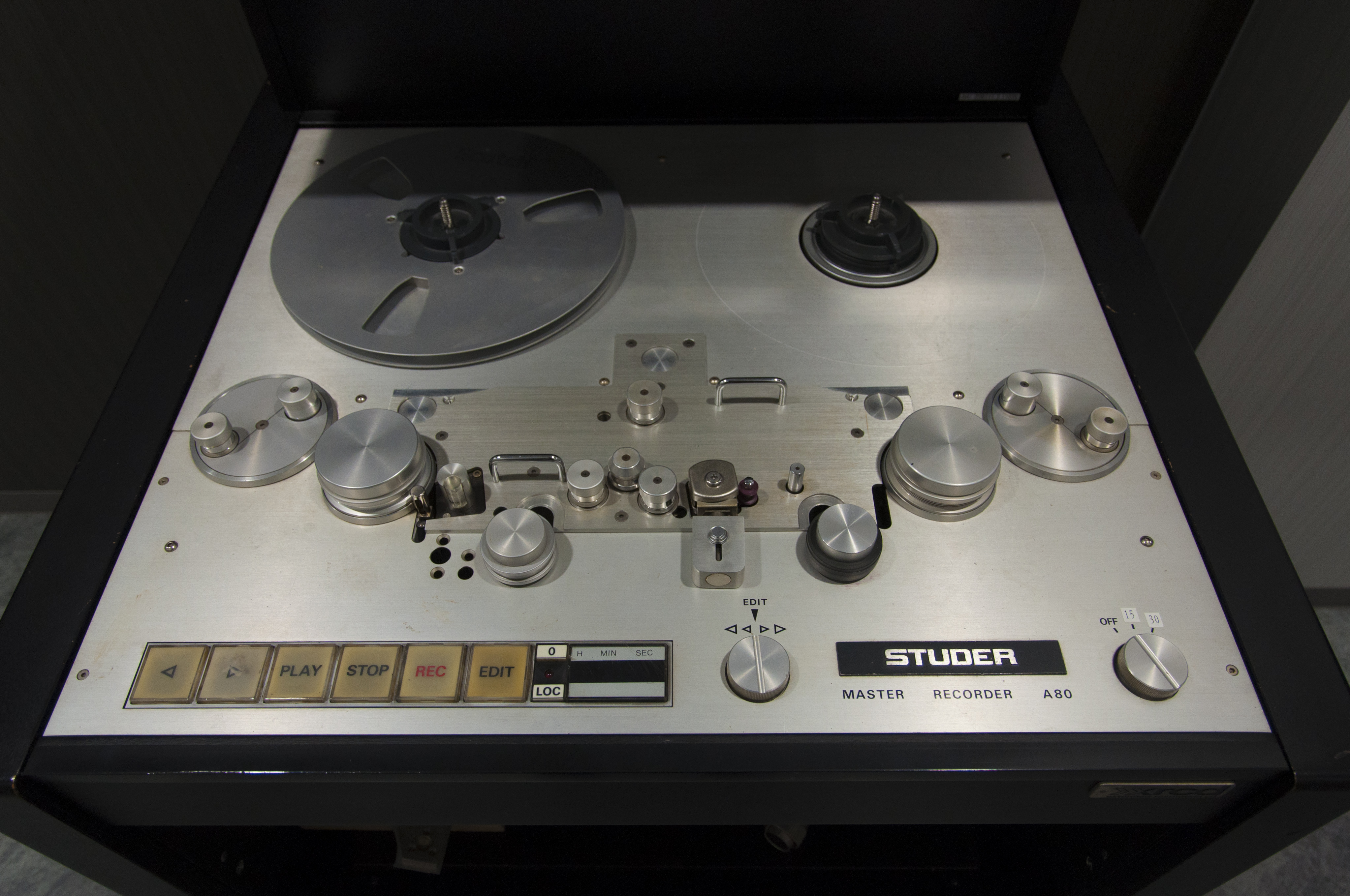
Studer A80, grabador de dos bandas, versión master
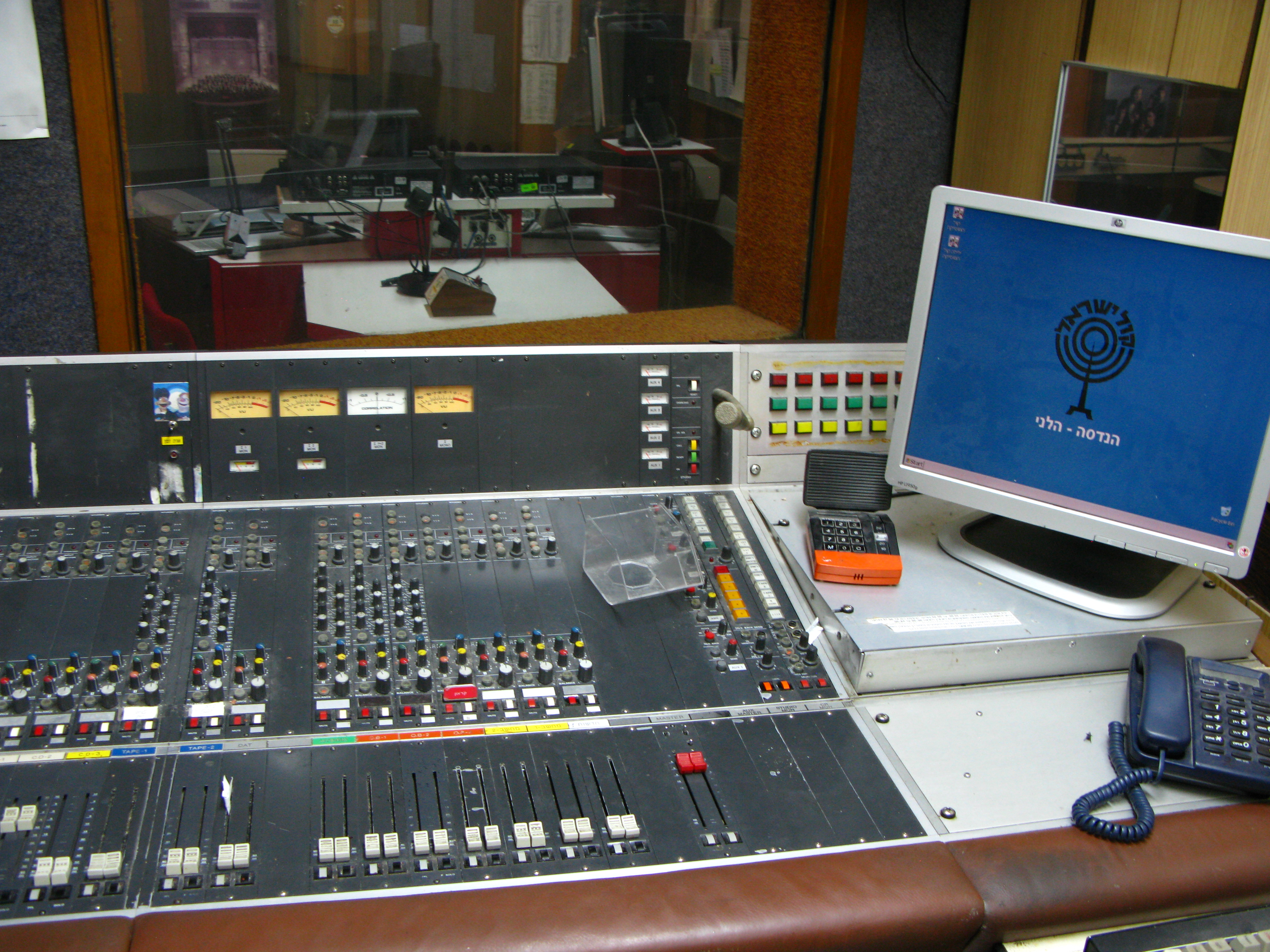
Consola de audio de transmisión Studer en IBA Radio, Kol Israel en Jerusalén